# Lasja Sjavdatoeasjvili
Lasja Sjavdatoeasjvili (Georgisch: ლაშა შავდათუაშვილი; Gori, 21 januari 1992) is een judoka uit Georgië. 
Sjavdatoeasjvili kwam uit voor Georgië bij het judo in de klasse tot 66 kilogram mannen tijdens de Olympische Zomerspelen van 2012 in Londen. Sjavdatoeasjvili won de gouden medaille door in de finale de Hongaar Miklós Ungvári te verslaan.
Sjavdatoeasjvili won voor Georgië de eerste gouden medaille in Londen. Het was de zesde gouden medaille voor Georgië in de olympische geschiedenis. 
Vier jaar later, tijdens de Olympische Zomerspelen in Rio de Janeiro, kwam de judoka uit in de klasse tot 73 kg en won brons.

## Erelijst

### Olympische Spelen
- 2012 (–66 kg)
- 2016 (–73 kg)
- 2020 (-73 kg)

### Wereldkampioenschappen
- 2021 (–73 kg)
- 2023 (gemengd team)

### Europese kampioenschappen
- 2012 (–66 kg)
- 2013 (–66 kg)
- 2016 (–73 kg)
- 2020 (–73 kg)
- 2024 (–73 kg)

1980: Nikolaj Solodoechin ·
1984: Yoshiyuki Matsuoka ·
1988: Lee Kyung-keun ·
1992: Rogério Sampaio ·
1996: Udo Quellmalz ·
2000: Hüseyin Özkan ·
2004: Masato Uchishiba ·
2008: Masato Uchishiba · 
2012: Lasja Sjavdatoeasjvili · 
2016: Fabio Basile · 
2020: Hifumi Abe · 
2024: Hifumi Abe